# Армійська група «Фреттер-Піко»
Армійська група «Фреттер-Піко» (нім. Armee-Abteilung Fretter-Pico), у 1944 році Армійська група «Фреттер-Піко» (нім. Armeegruppe Fretter-Pico) — армійська група, оперативне угруповання Вермахту на Східному фронті за часів Другої світової війни.

## Історія
Армійська група «Фреттер-Піко» була утворена 23 грудня 1942 на основі 30-го армійського корпусу.

## Райони бойових дій
- СРСР (південний напрямок) (23 грудня 1942 — 3 лютого 1943)
- Угорщина (вересень — грудень 1944).

## Командування

### Командувачі
1-ше формування
- генерал артилерії Максиміліан Фреттер-Піко (нім. Maximilian Fretter-Pico) (23 грудня 1942 — 3 лютого 1943).

2-ге формування (з перервами)
- генерал артилерії Максиміліан Фреттер-Піко (17 вересня — 2 жовтня, 7 жовтня — 12 листопада, 1 — 23 грудня 1944).

## Бойовий склад армійської групи «Фреттер-Піко»
Формування управління, забезпечення та підтримки
- 110-те артилерійське командування (Arko 110),
- 430-те управління корпусного постачання (Korps-Nachschubtruppen 430);
- 430-й корпусний батальйон зв'язку (Korps-Nachrichten-Abteilung 430).

- 3-тя гірсько-піхотна дивізія (3. Gebirgs-Division).

- 304-та піхотна дивізія (304. Infanterie-Division);
- 3-тя італійська піхотна дивізія «Равенна» (3. Infanterie-Division "Ravenna" (it.);
- бригада «23 березня» (Італія) (CCNN Brigade "XXIII Marzo" (it.);
- бригада СС Шульдта (Brigade Schuldt)
- бойова група Нагеля (Kampfgruppe Nagel);
- бойова група Крейсінга (Kampfgruppe Kreysing).

- 6-та армія (6. Armee);
- 2-га угорська армія (2. Armee (ungarische).

- 6-та армія;
- 3-тя угорська армія (3. Armee (ungarische).

- 6-та армія;
- 3-тя угорська армія.